# Merrinella
Merrinella is een geslacht van rechtvleugeligen uit de familie krekels (Gryllidae). De wetenschappelijke naam van dit geslacht is voor het eerst geldig gepubliceerd in 1983 door Otte & Alexander.

## Soorten
Het geslacht Merrinella omvat de volgende soorten:
- Merrinella elinya Otte & Alexander, 1983
- Merrinella tandanya Otte & Alexander, 1983
- Merrinella winnunga Otte & Alexander, 1983